# Eremalche parryi
Eremalche parryi är en malvaväxtart som först beskrevs av Edward Lee Greene, och fick sitt nu gällande namn av Edward Lee Greene. Eremalche parryi ingår i släktet Eremalche och familjen malvaväxter.

## Underarter
Arten delas in i följande underarter:
- E. p. kernensis
- E. p. parryi